# Hababa
Als Hababa (auch Hababi, Hebaban genannt) wird ein in Sindschar beheimateter jesidischer Stamm bezeichnet.
Der Hababa-Clan ist ein bedeutender und zahlreicher Jesiden-Clan, der hauptsächlich rund um die Stadt Şengal (Sinjar) angesiedelt ist. Ursprünglich stammt der Clan aus der Region Sarhada in der Türkei, speziell aus zwei Gouvernements, und wanderte nach Süd-Kurdistan in die Region Kani Za Raka im Bezirk Sheikhan aus. Die Mitglieder des Hababa-Clans arbeiteten im Schrein von Sheikh Adi, wo sie über einen Zeitraum von zwanzig Jahren Kuppeln für die Heiligen errichteten. Der Name des Clans geht auf ihren Ahnen Hebu zurück.

## Unterdrückung durch das Saddam-Regime
Historisch gesehen wurden viele jesidische Dörfer während des Baath-Regimes zerstört, und ihre Bewohner wurden in zentralisierte Siedlungen im Bezirk Şengal umgesiedelt, wie die Komplexe Tal Qasab, Tal Banat und Karzarg, die vom Hababa stammt, bewohnt waren.

## Osmanisches Reich
1. Der Hababa-Clan ist bekannt für seinen Mut und seine Widerstandskraft, insbesondere während der osmanischen Feldzüge. Eine bemerkenswerte Persönlichkeit des Clans, Mahama Afdo Al-Hababi, verteidigte das Land und die Ehre des Clans gegen die osmanischen Streitkräfte, einschließlich eines Feldzugs unter der Führung von Hafez Pascha im Jahr 1835 und späteren Feldzügen von Generalleutnant Omar Wehbe Pascha. Im Jahr 1892 spielte Mahama Afdo Al-Hababi eine entscheidende Rolle im  Widerstand gegen die osmanischen Angriffen, was schließlich zum Rückzug der osmanischen Truppen führte.[6]

## Unterstämme
1. Mala Khidr: Diese Linie ist in den Dörfern Burj, Ka Lahi, Nasiriyah und Shihabiya ansässig. Die Führung obliegt derzeit Jalal Maami Daqu.
2. Mala Omar: Die Angehörigen dieser Linie leben in den Dörfern Qazalkand, Ajma, Zumani und Kundi Jala’in. Die Leitung hat Ismail Qasim Khadr inne, und die Linie umfasst folgende Unterzweige:
  - Mala Khalaf Maami: Dieser Unterzweig ist in Kundi Jala’in angesiedelt.
  - Mala Khidr Salihouk: Ansässig in Qazalkand, Zumani, Rambusi sowie im Karzark-Komplex.
  - Mala Khudida Khalaf Issa: Die Mitglieder dieses Zweigs leben in Zumani, Ajma und Qazalkand
  - Mala Rafo Eido: Dieser Unterzweig ist in Zumani und im Karzark-Komplex ansässig.
3. Mala Khali: Historisch siedelten diese Familien im alten Şengal, insbesondere in den Gebieten Burj, Ka Lahi und im Dorf Subhi. Die Leitung lag in den Händen von Hamid Hami.
4. Mala Seni: Die Familien dieser Linie sind im Zentrum des Bezirks Shingal und im Tal Qasab-Komplex ansässig, mit Ali Lavanj als Leiter.
5. Mala Amruk (auch bekannt als Mala Adi): Diese Linie lebt im Karzark-Komplex und im Dorf Qasarki. Die Führung obliegt Shammo Guli Murad Nafkhosh. Die Linie umfasst folgende Unterzweige:
  - Mala Khosti: Dieser Unterzweig ist im Karzark-Komplex und in Qasarki beheimatet.
  - Mala Jala’in: Die Mitglieder dieses Zweigs sind in Qasarki ansässig.
  - Mala Izzo: Dieser Zweig lebt in Bashuk und im Tal Qasab-Komplex
  - Mala Ali Qasuka: Die Mitglieder dieses Unterzweigs sind in Agma und im Karzark-Komplex ansässig.[5]

## Herkunft
Nach der Umsiedlung in die Shingal-Berge ließ sich der Hababa-Clan zunächst im Gebiet Burj Wa Ka Lahi nieder, wo sie mit dem Tajalah-Clan zusammenlebten. Der Patriarch des Clans, Hebu, heiratete eine Frau aus dem Tajalah-Clan, mit der er drei Kinder hatte: einen Sohn namens Adi und zwei Töchter, Bahar und Warda. Adi heiratete nach Erreichen der Volljährigkeit innerhalb des Clans und hatte fünf Kinder: Hano, Omar, Sina, Bello und Ali.